# دایسوکه ناریماتسو
دایسوکه ناریماتسو (انگلیسی: Daisuke Narimatsu؛ زادهٔ ۱۴ دسامبر ۱۹۸۹) بوکسور اهل ژاپن است.